# Papas de Sarrabulho

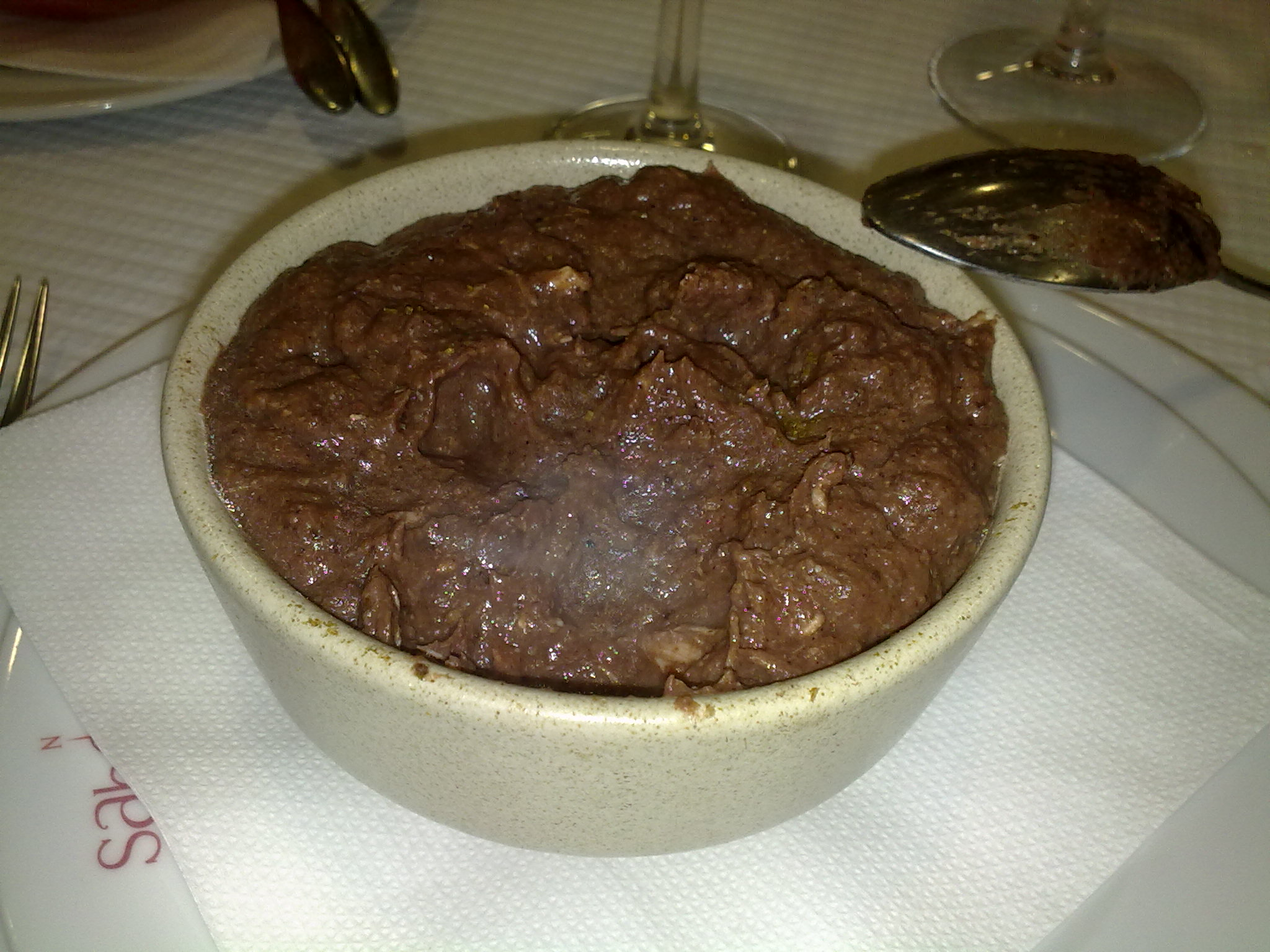
Papas de sarrabulho (Porto).

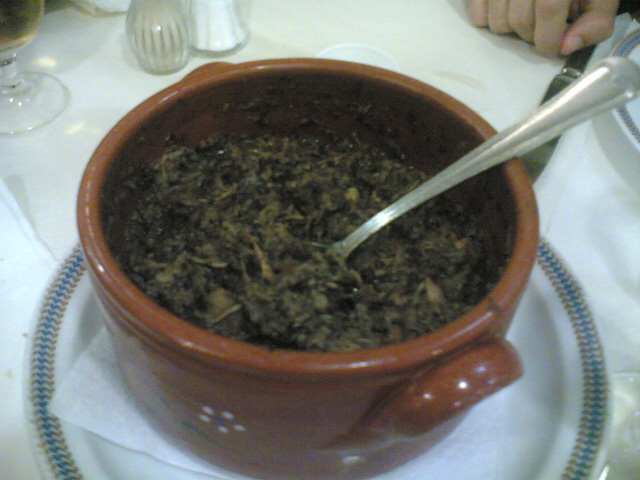
cazuela de barro que contiene varias raciones de "Papas de Sarrabulho".

Las Papas de Sarrabulho son una plato típico de la cocina portuguesa, originarias de Minho en el norte de Portugal. Los ingredientes principales son la sangre de cerdo (sarrabulho) y la harina (papas), acompañados de diferentes preparaciones mezcladas de carne de cerdo y de gallina.

## Características
Las papas de sarrabulho se elaboran con sangre de cerdo (que da origen al nombre sarrabulho), carne de gallina, carne de cerdo, salpicão, jamón, chouriço, cominos, limão y pan o también harina de mijo (que da origen al nombre papas), entre otros ingredientes. Las papas de sarrabulho ya cocinadas son servidas como si de una sopa se tratase, o puede servirse también como de los Rojões à moda do Minho, por ejemplo. Es costumbre de la zona ser acompañadas con vinho verde tinto.
Las papas de sarrabulho se elaboran en las épocas frías de invierno, coinciden en fechas con la tradición de la matanza del cerdo y a menudo se asocia culinariamente con esta tradición. Constituye un plato bastante fuerte que apetece más en la época de invierno, por otro lado la sangre de cerdo es un alimento bastante sensible, con fácil tendencia para deteriorarse. En los periodos invernales es frecuente y puede pedirse en los restaurantes del noroeste de Portugal, siendo raro encontrarlo en el centro o en el sur del país.